# Kevin O'Leary
Terence Thomas Kevin O'Leary, né le 9 juillet 1954 à Montréal, dans la province de Québec, au Canada, est un homme d'affaires canadien, auteur et personnalité de la télévision. Il cofonde les fonds O'Leary et SoftKey. De 2004 à 2014, il participe à diverses émissions de télévision canadiennes, notamment les émissions de nouvelles économiques SqueezePlay et The Lang and O'Leary Exchange (en), ainsi que les émissions de téléréalité Dans l'œil du dragon et Redemption Inc. (en). En 2008, il apparaît sur le Projet Terre (en) de Discovery Channel. Depuis 2009, il participe à Shark Tank, l'équivalent américain de Dans l'œil du dragon.
O'Leary a cofondé SoftKey Software Products (en), une société de technologie vendant des logiciels destinés à l'éducation et au divertissement familiaux. À la fin des années 1980 et dans les années 1990, SoftKey a acquis des sociétés rivales telles que New Media, The Learning Company et Brøderbund. SoftKey a par la suite changé de nom et s'appelle désormais The Learning Company. Elle a été acquise par Mattel en 1999, la vente faisant de O'Leary un multimillionnaire. Mattel a rapidement licencié O'Leary après que l'acquisition eut entraîné d'importantes pertes et de nombreuses poursuites judiciaires entre actionnaires.
En 2017, il a fait campagne pour devenir le chef du Parti conservateur du Canada. Il est en tête des sondages pendant presque tout ce temps, mais abandonne en avril 2017, un mois avant les élections, en raison d'un manque de soutien au Québec.